# Alabama Monroe
The Broken Circle Breakdown
Pour plus de détails, voir Fiche technique et Distribution.
Alabama Monroe (The Broken Circle Breakdown) est un film dramatique belgo-néerlandais réalisé par Felix Van Groeningen, sorti en 2012.
Le film est adapté de la pièce de théâtre The Broken Circle Breakdown Featuring the Cover-Ups of Alabama, écrite par Johan Heldenbergh et Mieke Dobbels.
Alabama Monroe a remporté le César du meilleur film étranger et a été nommé aux Oscars du cinéma 2014 dans la catégorie meilleur film en langue étrangère.

## Synopsis

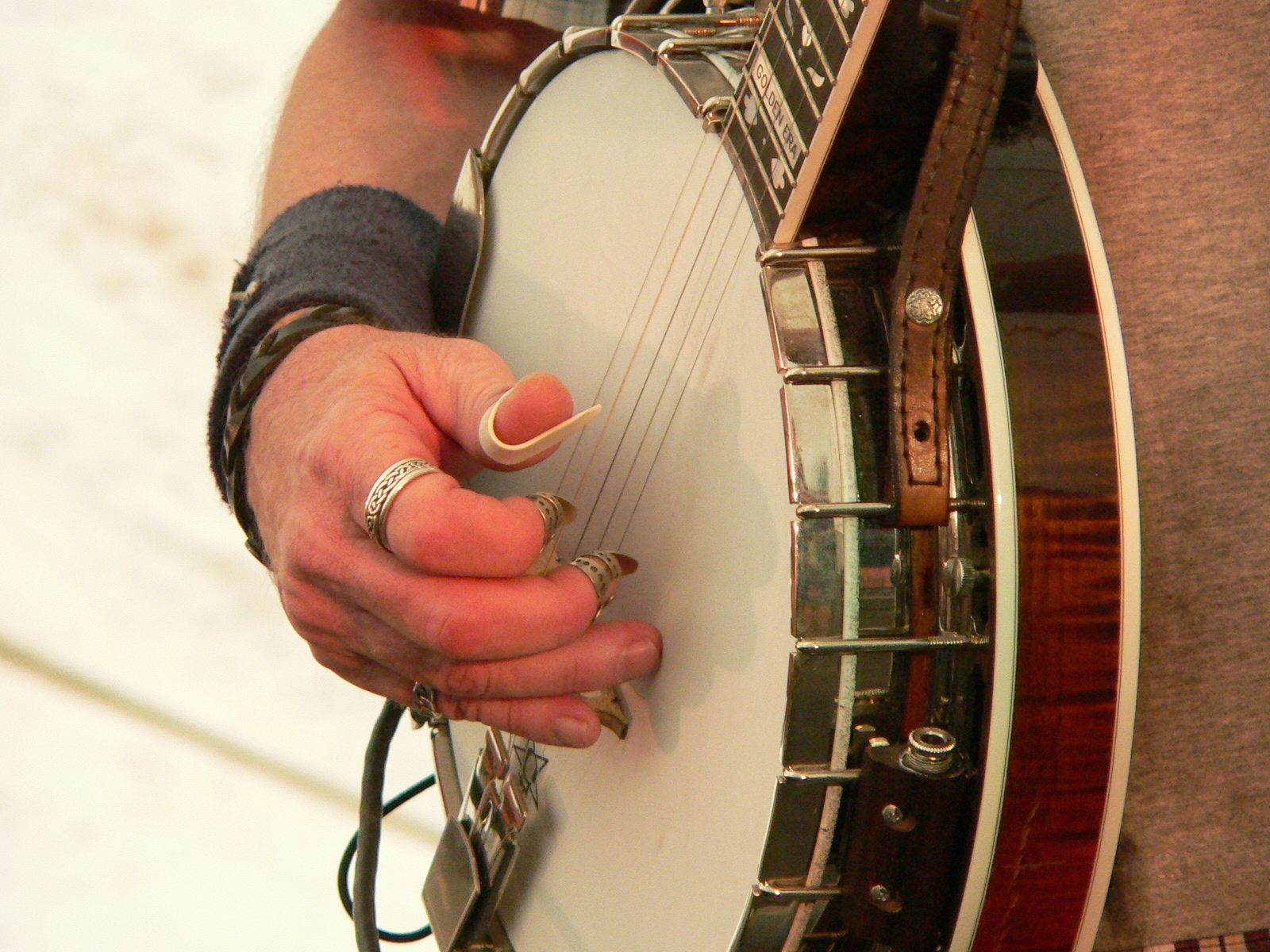
Un banjo.

Nous sommes à Gand, en Belgique, au début des années 2000. Didier, ancien punk, joue du banjo dans un groupe de bluegrass et apprécie le mode de vie américain. Élise tient un salon de tatouage et a pris pour habitude de se faire tatouer à chaque histoire amoureuse avec le prénom de l'amant. Les deux connaissent une histoire d'amour passionnée et extravagante.
Didier, à l'annonce de sa nouvelle paternité, décide de finir les travaux dans sa ferme alors qu'il vivait dans une caravane. Élise intègre son groupe en tant que chanteuse pour vivre une vie de bohème centrée sur la musique. Mais leur fille, à ses sept ans, développe un cancer auquel elle ne survivra pas malgré plusieurs chimiothérapies.
Chacun tente de surmonter la maladie et le décès différemment : Didier se tourne vers le scientisme, surtout quand il découvre que George W. Bush, sous pression des intégristes religieux, pro-vie et créationnistes, émet un veto contre la recherche sur les cellules souches embryonnaires. Élise se réfugie quant à elle dans le spiritisme et la réincarnation. Le deuil les sépare, mais à la mort d'Élise, Didier peut voir qu'elle s'est fait tatouer leurs deux surnoms entrelacés…

## Fiche technique
- Titre original : The Broken Circle Breakdown
- Titre français et québécois : Alabama Monroe
- Réalisation : Felix Van Groeningen
- Scénario : Mieke Dobbels et Johan Heldenbergh ; Carl Joos et Felix Van Groeningen (adaptation)
- Décors : Kurt Rigolle
- Costumes : Ann Lauwerys
- Photographie : Ruben Impens
- Montage : Nico Leunen
- Musique : Bjorn Eriksson
- Production : Dirk Impens
  - Coproduction : Frans van Gestel, Arnold Heslenfeld, Laurette Schillings et Rudy Verzyck
  - Production exécutive : Johan Van Den Driessche
- Sociétés de production : Menuet Producties et Topkapi Films
- Sociétés de distribution : Bodega Films et Help! Distribution
- Pays d'origine :  Belgique et  Pays-Bas
- Langues originales : néerlandais, anglais
- Format : couleur - 2.35 : 1 - Dolby digital - 35 mm
- Durée : 110 minutes
- Genre : drame
- Dates de sortie :
  - Belgique : 10 octobre 2012
  - Pays-Bas : 13 décembre 2012
  - France : 28 août 2013
  - Québec : 1er novembre 2013[2]

## Distribution

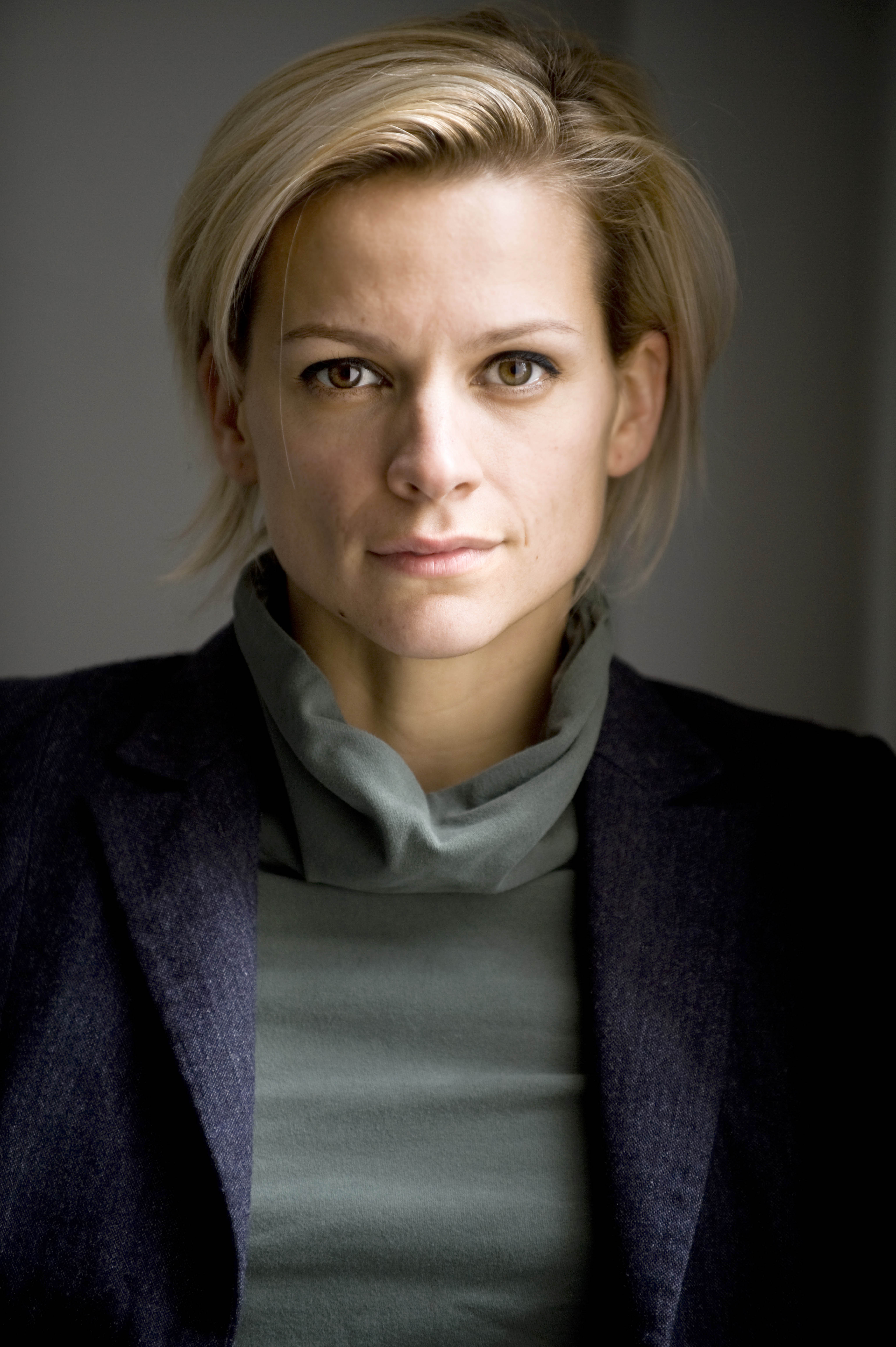
Veerle Baetens joue Élise/Alabama.

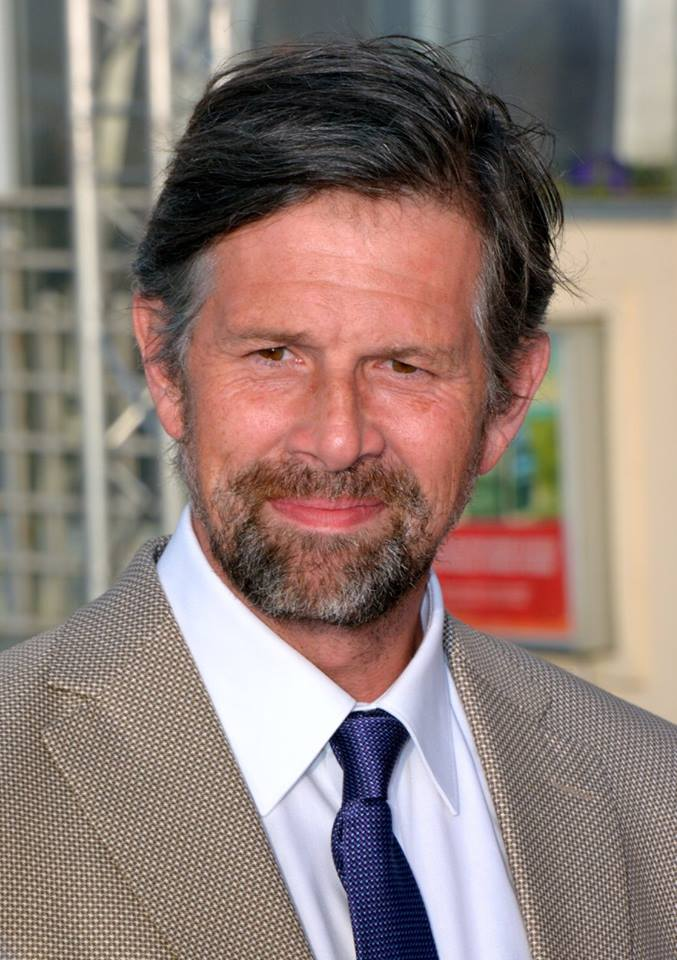
Johan Heldenbergh joue Didier/Monroe.

- Johan Heldenbergh (VF: Hugues Boucher) : Didier/Monroe
- Veerle Baetens (VF: Capucine Lespinas) : Élise/Alabama
- Nell Cattrysse : Maybelle
- Geert Van Rampelberg (VF: Philippe Leroy) : William
- Nils de Caster (VF: Christophe Reymond) : Jock
- Robby Cleiren (VF: Régis Royer) : Jimmy
- Bert Huysentruyt (VF: Jean-Luc Atlan) : Jef
- Jan Bijvoet : Koen
- Blanka Heirman : Denise

## Titre
Le titre en français provient de l'adjonction du nom de l'État américain, Alabama, et du patronyme du musicien et compositeur américain Bill Monroe, qui est à l'origine du développement du style de musique bluegrass.
Alabama est le surnom que s'attribue Élise à la fin du film, et Monroe celui qu'elle choisit pour Didier. La dernière image du film montre le tatouage que s'est fait Élise, « Alabama Monroe ».
À noter que le film est sorti sous son titre original (The Broken Circle Breakdown) en Belgique francophone.

## Production

### Musique
La bande originale est interprétée par The Broken Circle Breakdown Band, dirigé par le musicien belge Bjorn Eriksson, qui a fait partie du groupe The Broken Circle Bluegrass Band (nl).

## Accueil

### Critique
En France, le site Allociné recense une moyenne des critiques presse de 3,7/5.

### Box-office
- France : 197 413 entrées[4]

## Distinctions

### Récompenses
- Festival international du film de Berlin 2013 :
  - Label Europa Cinemas
  - Prix du public « Panorama »
- Festival international du film de Melbourne 2013 : People's Choice Award du meilleur film (3e place)
- Festival du film de Tribeca 2013 :
  - Prix du meilleur scénario
  - Prix de la meilleure actrice pour Veerle Baetens
- Festival de cinéma de la ville de Québec 2013 : Grand prix du public
- Festival de Cine Europeo de Sevilla 2013 : Prix du public
- Ensors 2013[5] :
  - Meilleur film
  - Meilleur réalisateur
  - Meilleure photographie
  - Meilleure musique
  - Meilleure actrice
  - Meilleur montage
  - Meilleurs costumes
  - Meilleurs décors
  - Industry Award
- Prix du cinéma européen 2013 : meilleure actrice pour Veerle Baetens
- Washington D.C. Area Film Critics Association Awards 2013 : meilleur film en langue étrangère
- Festival international du film de Palm Springs 2014 : Prix FIPRESCI (Prix international de la presse)
- César 2014 : meilleur film étranger
- Satellite Awards 2014 : meilleur film en langue étrangère
- Chlotrudis Awards 2014 : Buried Treasure

### Nominations et sélections
- Festival international du film des Hamptons 2013
- Festival du film de Sydney 2013
- Festival international du film de Thessalonique 2013
- Festival international du film de Vancouver 2013
- Ensors 2013 :
  - Meilleur scénario
  - Meilleur acteur
- Prix du cinéma européen 2013 :
  - Meilleur film européen
  - People's Choice Award
  - Meilleur réalisateur pour Felix van Groeningen
  - Meilleur acteur pour Johan Heldenbergh
  - Meilleurs scénaristes pour Felix van Groeningen et Carl Joos
- Festival international du film de Palm Springs 2014 : sélection officielle et nomination au Prix FIPRESCI
- Oscars du cinéma 2014 : meilleur film en langue étrangère[6]